# Список глав Сомали
Список глав Сомали включает лиц, являвшихся главой государства Сомали после обретения им независимости в 1960 году.
В настоящее время главой государства является Президент Федеративной Республики Сомали (сомал. Madaxweynaha Jamhuuriyadda Federaalka Soomaaliya). Согласно действующей редакции конституции, президент избирается голосованием членов Федерального парламента на 4 года с правом однократного переизбрания. Глава государства является гарантом нормального и непрерывного функционирования государственных органов, национальной независимости и территориальной целостности, следит за сохранением и уважением национального суверенитета как внутри страны, так и за её пределами, является гарантом национального единства. В случае вакантности поста обязанности президента исполняет спикер Народной палаты.
Использованная в первом столбце таблиц нумерация является условной; также условным является использование в первом столбце цветовой заливки, служащей для упрощения восприятия принадлежности лиц к различным политическим силам без необходимости обращения к столбцу, отражающему партийную принадлежность. Наряду с партийной принадлежностью, в столбце «Партия» также отражён беспартийный статус персоналий. В столбце «Выборы» отражены состоявшиеся выборные процедуры или иные основания получения полномочий. Для удобства список разделён на принятые в историографии периоды истории страны. Приведённые в преамбулах к каждому из разделов описания этих периодов призваны пояснить особенности её политической жизни.

## Сомалийская Республика (1960—1969)
Территория современного Сомали являлась владением Британской (протекторат с 1887 года) и Итальянской (протекторат с 1889 года, колония с 1908 года, подопечная территория с 1950 года) колониальных империй. 26 июня 1960 года Британский Сомалиленд был провозглашён независимым государством. 1 июля независимость получила подопечная территория Сомали, находившаяся под итальянским управлением. В этот же день произошло объединение двух частей страны в единое государство — Сомалийскую Республику (итал. Repubblica Somala, англ. Somali Republic). Первым президентом нового государства стал Аден Абдулла Осман Даар. В состав правительства вошли представители Сомалийской молодёжной лиги (СМЛ), Сомалийской национальной лиги и Сомалийской объединённой партии. Премьер-министром был назначен один из лидеров СМЛ — Абдирашид Али Шермарк. 20 июня 1961 года была утверждена конституция страны.
В 1967 году президентом был избран Шермарк. С целью ослабления этнических противоречий он назначил премьер-министром представителя северных сомалийцев из клана исса — Мухаммеда Хаджи Ибрагима Эгаля. Привлечение к управлению страны представителей ключевых кланов стало одной из определяющих черт сомалийской политики в последующие десятилетия. Парламентские выборы 26 марта 1969 года укрепили доминирующее положение СМЛ. Однако в стране нарастало недовольство коррупцией, клановым фаворитизмом и авторитарными методами правления. 15 октября во время вооружённого столкновения между представителями различных фракций правящей партии был убит президент Шермарк. 21 октября в результате переворота власть перешла в руки офицеров армии, которые сформировали Верховный революционный совет во главе с генерал-майором Мухаммедом Сиадом Барре, представителем клана марехан. Национальное собрание было распущено, деятельность политических партий и профсоюзов запрещена, действие конституции приостановлено, а страна переименована в Сомалийскую Демократическую Республику.
|        | Портрет     | Имя (годы жизни)                                                                                  | Полномочия         | Полномочия | Партия                      | Наименование должности | Пр.                  |
| Начало | Портрет     | Имя (годы жизни)                                                                                  | Окончание          | | Партия                      | Наименование должности | Пр.                  |
| ------ | ----------- | ------------------------------------------------------------------------------------------------- | ------------------ | --- | --------------------------- | --- | -------------------- |
| и. о.  |             | Аден Абдулла Осман Даар (1908—2007) итал. и англ. Aden Abdulla Osman                              | 1 июля 1960 (часы) | 1 июля 1960 (часы) | Сомалийская молодёжная лига | Председатель Законодательного собрания итал. Presidente dell’Assemblea Legislativa англ. President of the Legislative Assembly | [ 8 ] [ 9 ] [ 10 ]   |
| и. о.  | 1 июля 1960 | Аден Абдулла Осман Даар (1908—2007) итал. и англ. Aden Abdulla Osman                              | 6 июля 1961        | Временный президент Республики итал. Presidente Provvisorio della Repubblica англ. Provisional President of the Republic | Сомалийская молодёжная лига | | [ 8 ] [ 9 ] [ 10 ]   |
| 1      | 6 июля 1961 | Аден Абдулла Осман Даар (1908—2007) итал. и англ. Aden Abdulla Osman                              | 10 июня 1967       | Президент Республики итал. Presidente della Repubblica англ. President of the Republic                                   | Сомалийская молодёжная лига | | [ 8 ] [ 9 ] [ 10 ]   |
| 2      |             | Абдирашид Али Шермарк (1919—1969) итал. Abdirascid Ali Scermarche англ. Abdi-Rashid Ali Shermarke | 10 июня 1967       | Президент Республики итал. Presidente della Repubblica англ. President of the Republic                                   | Сомалийская молодёжная лига | 15 октября 1969 | [ 11 ] [ 12 ] [ 13 ] |
| и. о.  |             | Шейх Мухтар Мухаммед Хусейн (1912—2012) итал. и англ. Sheikh Mukhtar Mohamed Hussein              | 15 октября 1969    | 21 октября 1969 | Сомалийская молодёжная лига | Председатель Законодательного собрания итал. Presidente dell’Assemblea Legislativa англ. President of the Legislative Assembly | [ 14 ]               |

## Сомалийская Демократическая Республика (1969—1991)
21 октября в результате переворота власть перешла в руки офицеров армии, которые сформировали Верховный революционный совет во главе с генерал-майором Мухаммедом Сиадом Барре, представителем клана марехан. Национальное собрание было распущено, деятельность политических партий и профсоюзов запрещена, действие конституции приостановлено, а страна переименована в Сомалийскую Демократическую Республику (сомал. Jamhuuriyadda Dimoqraadiga Soomaaliya).
После прихода к власти Барре провозгласил курс на «научный социализм». В стране были национализированы банки, страховые компании, энергетика, транспорт, здравоохранение, образование, а в 1975 году — и земля. В 1972 году был создан письменный сомалийский язык на основе латиниской графики, провозглашённый официальным. В 1976 году была образована Сомалийская революционная социалистическая партия (СРСП), генеральным секретарём которой стал Барре (также объявленный Центральным комитетом партии президентом). Параллельно правительство Сомали выдвинуло территориальные претензии к соседним государствам, стремясь к созданию «Великого Сомали». Основной целью стала эфиопская провинция Огаден. В 1977 году Сомали развязало вооружённый конфликт с Эфиопией, оккупировав часть Огадена. Однако в начале 1978 года эфиопские войска перешли в контрнаступление и полностью освободили территорию.
На фоне политических и экономических трудностей Барре ужесточил контроль над страной. В 1984 году парламент передал ему все правительственные полномочия. В 1986 году он одержал победу на безальтернативных выборах. В 1989 году лидеры клана хавийя создали за рубежом оппозиционный Объединённый сомалийский конгресс (ОСК). В течение года правительство потеряло поддержку клана огаден, который совместно с кланом дулбаханте был главной опорой режима Барре. К концу 1990 года правительство контролировало лишь Могадишо. 27 января 1991 года Барре был вынужден бежать с остатками своей армии из столицы. Власть перешла в руки ОСК. На юге и северо-востоке началась ожесточённая борьба лидеров крупнейших вооружённых группировок, зачастую формируемых по клановому принципу, за власть и контроль над ресурсами, включая торгово-транспортную инфраструктуру. Серьёзным следствием начавшейся гражданской войны стал процесс государственной дезинтеграции.
|           | Портрет     | Имя (годы жизни)                                                                                                 | Полномочия      | Полномочия                                        | Партия      | Выборы | Наименование должности                                                                    | Пр.                  |
| Начало    | Портрет     | Имя (годы жизни)                                                                                                 | Окончание       |                                                   | Партия      | Выборы | Наименование должности                                                                    | Пр.                  |
| --------- | ----------- | --- | --------------- | ------------------------------------------------- | ----------- | --- | ----------------------------------------------------------------------------------------- | -------------------- |
| —         |             | Мухаммед Сиад Барре (1919—1995) сомал. Maxamed Siyaad Barre итал. и англ. Mohamed Siad Barre араб. محمد سياد بري‎ | 21 октября 1969 | 1 июля 1976                                       | военный     | [ комм. 4 ] | Председатель Верховного революционного совета сомал. Madaxweynaha Golaha Sare ee Kacaanka | [ 18 ] [ 19 ] [ 13 ] |
| 3 (I—III) | 1 июля 1976 | Мухаммед Сиад Барре (1919—1995) сомал. Maxamed Siyaad Barre итал. и англ. Mohamed Siad Barre араб. محمد سياد بري‎ | 27 января 1991  | Сомалийская революционная социалистическая партия | [ комм. 7 ] | Президент Сомалийской Демократической Республики сомал. Madaxweynaha Jamhuuriyadda Dimoqraadiga Soomaaliya араб. رئيس جمهورية الصومال الديمقراطية‎ |                                                                                           | [ 18 ] [ 19 ] [ 13 ] |
| 3 (I—III) | 1 июля 1976 | Мухаммед Сиад Барре (1919—1995) сомал. Maxamed Siyaad Barre итал. и англ. Mohamed Siad Barre араб. محمد سياد بري‎ | 27 января 1991  | Сомалийская революционная социалистическая партия | [ комм. 9 ] | Президент Сомалийской Демократической Республики сомал. Madaxweynaha Jamhuuriyadda Dimoqraadiga Soomaaliya араб. رئيس جمهورية الصومال الديمقراطية‎ |                                                                                           | [ 18 ] [ 19 ] [ 13 ] |
| 3 (I—III) | 1 июля 1976 | Мухаммед Сиад Барре (1919—1995) сомал. Maxamed Siyaad Barre итал. и англ. Mohamed Siad Barre араб. محمد سياد بري‎ | 27 января 1991  | Сомалийская революционная социалистическая партия | 1986        | Президент Сомалийской Демократической Республики сомал. Madaxweynaha Jamhuuriyadda Dimoqraadiga Soomaaliya араб. رئيس جمهورية الصومال الديمقراطية‎ |                                                                                           | [ 18 ] [ 19 ] [ 13 ] |

## Сомалийская Республика (1991—2012)
27 января 1991 года Сиад Барре вследствие потери правительством контроля над Могадишо был вынужден бежать с остатками своей армии из столицы. Власть перешла в руки Объединённого сомалийского конгресса (ОСК), который 29 января выдвинул на пост временного президента Сомали Али Махди Мухаммеда; часть военно-политических группировок не признала его избрание. 18 мая Сомалийское национальное движение после десяти лет войны за независимость Сомалиленда провозгласило независимость региона. В июне — июле в Джибути прошли две конференции по примирению, по итогам второй из них 21 июля были подписаны соглашения, предусматривавшие восстановление конституции 1960 года и, соответственно, прежнего наименования страны — Сомалийской Республики (сомал. Jamhuuriyadda Soomaaliya, араб. الجمهورية الصومالية‎). Также конференция придала легитимность правлению Али Махди Мухаммеда. Однако один из лидеров ОСК, Мухаммед Фарах Айдид, призвал к созыву внеочередного съезда партии для аннулирования назначения Махди. Айдид был избран председателем ОСК, но 18 августа Махди был приведён к присяге. Айдид назвал Махди «самопровозглашённым» временным президентом и 17 ноября организовал вооружённые столкновения с силами Махди в Могадишо. По итогам четырёх месяцев ожесточённых боёв город был фактически разрушен и разделён «зелёной линией» на северную и южную части, подконтрольные соответственно Махди и Айдиду.
23 января 1992 года Совет Безопасности ООН ввёл эмбарго на поставки оружия в Сомали, а 24 апреля учредил миротворческую миссию — ЮНОСОМ I. 9 декабря началась международная военная операция под кодовым названием «Возрождение надежды». В страну были введены миротворческие силы (ЮНИТАФ) более чем из 20 государств во главе с США. На первых этапах операция оказалась относительно успешной — под контроль миротворцев перешло около 40 % территории страны. Однако в Сомали продолжало отсутствовать легитимное правительство, гражданская полиция и единая армия. 27 марта 1993 года в Аддис-Абебе состоялась конференция по национальному примирению, в которой приняли участие представители 15 ведущих сомалийских вооружённых группировок. По итогам конференции было заключено соглашение о разоружении и обеспечении безопасности в стране, однако вскоре оно было сорвано продолжавшимся насилием. 4 мая началась новая международная операция (ЮНОСОМ II), основной целью которой было прекращение междоусобных конфликтов. Однако силы ООН постепенно втянулись во внутрисомалийское противостояние и стали мишенью для атак боевиков Айдида. 3—4 октября произошёл инцидент, известный как «сражение в Могадишо», когда американский спецназ предпринял неудачную операцию по ликвидации Айдида. В результате боя погибли 18 американских военнослужащих, были сбиты два вертолёта. Эти события вызвали широкий общественный резонанс в США, что вынудило президента Билла Клинтона принять решение о полном выводе американских войск из Сомали. В марте 1995 года войска ООН, не сумев выполнить поставленные задачи, окончательно покинули Сомали.
15 июня 1995 года после отстранения Айдида от должности председателя ОСК представители 15 политических фракций, собравшихся на конференции в Могадишо, единогласно избрали Айдида временным президентом Сомали, что не было признано международным сообществом. 1 августа 1996 года Айдид скончался от полученных ран после сражения в столице, 4 августа преемником был избран его сын Хусейн Фарах. 3 января 1997 года в Содере состоялась конференция по примирению, на которой 26 лидеров сомалийских фракций подписали мирное соглашение. В соответствии с ним фракции создали Совет национального спасения, состоявший из 11 членов. Руководящим органом Совета стал Национальный исполнительный комитет из пяти ротировавшихся председателей, основной задачей которого было формирование временного правительства и переходной администрации. 22 декабря в Каире была проведена новая мирная конференция, на которой лидеры соперничавших фракций подписали декларацию, призванную положить конец гражданской войне. Они также согласились провести конференцию по национальному примирению в Байдоа 15 февраля 1998 года, на которой должны были быть избраны президентский совет, премьер-министр и парламент и принята переходная хартия, однако из-за продолжавшихся боевых действий в городе конференция так и не состоялась.
В апреле — мае 2000 года в Арте состоялась Сомалийская национальная мирная конференция, на которой было сформировано Переходное национальное правительство. 13 августа было избрано Переходное национальное собрание (ПНС), взявшее на себя ответственность за выборы президента и членов правительства, и 26 августа коллегия выборщиков, сформированная ПНС, избрала Абдулкасима Салада Хасана президентом Сомали. 8 октября Хасан назначил Али Халифа Галайда премьер-министром, 14 октября они торжественно прибыли в Могадишо. 29 января 2004 года в Найроби представители 39 вооружённых группировок, правительства и общественных организаций Сомали достигли соглашения о создании переходных федеральных институтов: Хартии, Собрания и Правительства. 10 октября там же были проведены президентские выборы. Новым главой государства стал Абдуллахи Юсуф Ахмед.
В феврале 2012 года в рамках «Дорожной карты по завершению переходного периода» (политического процесса, разработанного премьер-министром Абдивели Мухаммедом Али), члены Переходного федерального правительства (ПФП) и другие чиновники собрались в Гароуэ, чтобы обсудить постпереходный период. После обширных обсуждений с участием региональных лидеров и международных наблюдателей конференция завершилась подписанием соглашения, в котором было оговорено создание двухпалатного парламента и Национального учредительного собрания (НУС) для выработки временной конституции. 23 июня ПФП и региональные лидеры одобрили проект конституции после нескольких дней обсуждений. 1 августа НУС подавляющим большинством голосов приняло новую конституцию, которая 2 августа вступила в силу и в соответствии с которой страна была провозглашена парламентской Федеративной Республикой Сомали.
Курсивом и серым цветом выделены даты начала и окончания полномочий лиц, претендовавших на пост главы государства в ходе гражданской войны и не получивших признания в международном сообществе.
|        | Портрет         | Имя (годы жизни)                                                                                            | Полномочия      | Полномочия      | Партия                                                              | Выборы       | Наименование должности                                                                                       | Пр.                  |
| Начало | Портрет         | Имя (годы жизни)                                                                                            | Окончание       |                 | Партия                                                              | Выборы       | Наименование должности                                                                                       | Пр.                  |
| ------ | --------------- | --- | --------------- | --------------- | ------------------------------------------------------------------- | ------------ | --- | -------------------- |
| —      |                 | Али Махди Мухаммед (1939—2021) сомал. Cali Mahdi Maxamed                                                    | 29 января 1991  | 18 августа 1991 | Объединённый сомалийский конгресс — Сомалийский альянс спасения     | [ комм. 10 ] | Временный президент Сомалийской Республики сомал. Madaxweynaha Ku-Meel Gaarka ah ee Jamhuuriyadda Soomaaliya | [ 26 ] [ 27 ] [ 28 ] |
| 4      | 18 августа 1991 | Али Махди Мухаммед (1939—2021) сомал. Cali Mahdi Maxamed                                                    | 3 января 1997   | [ комм. 11 ]    | Объединённый сомалийский конгресс — Сомалийский альянс спасения     |              | Временный президент Сомалийской Республики сомал. Madaxweynaha Ku-Meel Gaarka ah ee Jamhuuriyadda Soomaaliya | [ 26 ] [ 27 ] [ 28 ] |
| —      |                 | Мухаммед Фарах Хасан Айдид (1934—1996) сомал. Maxamed Farrax Xasan Caydiid                                  | 15 июня 1995    | 1 августа 1996  | Объединённый сомалийский конгресс — Сомалийский национальный альянс | [ комм. 13 ] | Временный президент Сомалийской Республики сомал. Madaxweynaha Ku-Meel Gaarka ah ee Jamhuuriyadda Soomaaliya | [ 29 ] [ 30 ] [ 31 ] |
| —      |                 | Хусейн Мухаммед Фарах Айдид (1962—) сомал. Huseen Maxamed Farrax Caydiid                                    | 4 августа 1996  | 22 декабря 1997 | Объединённый сомалийский конгресс — Сомалийский национальный альянс | [ комм. 15 ] | Временный президент Сомалийской Республики сомал. Madaxweynaha Ku-Meel Gaarka ah ee Jamhuuriyadda Soomaaliya | [ 32 ] [ 33 ] [ 34 ] |
| —      |                 | Али Махди Мухаммед (1939—2021) сомал. Cali Mahdi Maxamed                                                    | 3 января 1997   | 27 августа 2000 | Объединённый сомалийский конгресс — Сомалийский альянс спасения     | [ комм. 16 ] | Председатель Национального исполнительного комитета сомал. Guddoomiyaha Guddida Fulinta Qaranka              | [ 35 ]               |
| —      |                 | Осман Хасан Али Ато (1940—2013) сомал. Cusmaan Xasan Cali Caato                                             | 3 января 1997   | 27 августа 2000 | Объединённый сомалийский конгресс — Сомалийский национальный альянс | [ комм. 16 ] | Председатель Национального исполнительного комитета сомал. Guddoomiyaha Guddida Fulinta Qaranka              | [ 35 ]               |
| —      |                 | Абдулкадир Мухаммед Аден Зобе (1919—2002) сомал. Cabdiqaadir Maxamed Aadan Soobe                            | 3 января 1997   | 27 августа 2000 | Сомалийское демократическое движение                                | [ комм. 16 ] | Председатель Национального исполнительного комитета сомал. Guddoomiyaha Guddida Fulinta Qaranka              | [ 35 ]               |
| —      |                 | Абдуллахи Юсуф Ахмед (1934—2012) сомал. Cabdullahi Yuusuf Axmed                                             | 3 января 1997   | 27 августа 2000 | Сомалийский демократический фронт спасения                          | [ комм. 16 ] | Председатель Национального исполнительного комитета сомал. Guddoomiyaha Guddida Fulinta Qaranka              | [ 35 ]               |
| —      |                 | Аден Абдуллахи Нур Габиов (1920—2002) сомал. Aadan Cabdillaahi Nuur Gabyow                                  | 3 января 1997   | 27 августа 2000 | Сомалийское патриотическое движение                                 | [ комм. 16 ] | Председатель Национального исполнительного комитета сомал. Guddoomiyaha Guddida Fulinta Qaranka              | [ 35 ]               |
| 5      |                 | Абдулкасим Салад Хасан (1941—) сомал. Cabdiqaasim Salaad Xassan араб. عبد القاسم صلاد حسن‎                   | 27 августа 2000 | 14 октября 2004 | беспартийный                                                        | 2000         | Президент Сомалийской Республики сомал. Madaxweynaha Jamhuuriyadda Soomaaliya араб. رئيس جمهورية الصومال‎     | [ 23 ] [ 36 ] [ 37 ] |
| 6      |                 | Абдуллахи Юсуф Ахмед (1934—2012) сомал. Cabdullahi Yuusuf Axmed араб. عبد الله يوسف أحمد‎                    | 14 октября 2004 | 29 декабря 2008 | Сомалийский демократический фронт спасения                          | 2004         | Президент Сомалийской Республики сомал. Madaxweynaha Jamhuuriyadda Soomaaliya араб. رئيس جمهورية الصومال‎     | [ 38 ] [ 39 ] [ 40 ] |
| и. о.  |                 | Шейх Аден Мухаммед Нур Мадобе (1956—) сомал. Sheekh Aaden Maxamed Nuur Madoobe араб. شيخ آدم محمد نور مدوبي‎ | 29 декабря 2008 | 31 января 2009  | беспартийный                                                        | [ комм. 20 ] | Спикер Собрания народа сомал. Guddoomiyaha Golaha Shacabka                                                   | [ 41 ] [ 42 ] [ 43 ] |
| 7      |                 | Шейх Шариф Шейх Ахмед (1964—) сомал. Sheekh Shariif Sheekh Axmed араб. شيخ شريف شيخ أحمد‎                    | 31 января 2009  | 20 августа 2012 | беспартийный                                                        | 2009         | Президент Сомалийской Республики сомал. Madaxweynaha Jamhuuriyadda Soomaaliya араб. رئيس جمهورية الصومال‎     | [ 44 ] [ 45 ] [ 46 ] |

## Федеративная Республика Сомали (с 2012)
2 августа 2012 года вступила в силу конституция, в соответствии с которой страна провозглашалась парламентской Федеративной Республикой Сомали (сомал. Jamhuuriyadda Federaalka Soomaaliya, араб. جمهورية الصومال الفيدرالية‎). 20 августа были избраны члены однопалатного Федерального парламента, 28 августа Мухаммед Осман Джавари был избран его спикером и исполняющим обязанности президента. Выборы главы государства состоялись 10 сентября, победу на них одержал лидер Партии мира и развития Хасан Шейх Махмуд, вступивший в должность 16 сентября.
|        | Портрет | Имя (годы жизни)                                                                                                  | Полномочия       | Полномочия       | Партия                   | Выборы       | Наименование должности                                                                           | Пр.                  |
| Начало | Портрет | Имя (годы жизни)                                                                                                  | Окончание        |                  | Партия                   | Выборы       | Наименование должности                                                                           | Пр.                  |
| ------ | ------- | --- | ---------------- | ---------------- | ------------------------ | ------------ | ------------------------------------------------------------------------------------------------ | -------------------- |
| и. о.  |         | Мусе Хасан Шейх Сайид Абдулле (1940—) сомал. Muuse Xasan Sheekh Sayyid Abdulle араб. موسى حسن الشيخ سعيد عبد الله‎ | 20 августа 2012  | 28 августа 2012  | беспартийный             | [ комм. 21 ] | Спикер Федерального парламента Сомали сомал. Guddoomiyaha Barlamaanka Federaalka Soomaaliya      | [ 48 ]               |
| и. о.  |         | Мухаммед Шейх Осман Джавари (1945—2024) сомал. Maxamed Sheekh Cismaan Jawaari араб. محمد شيخ عثمان الجواري‎        | 28 августа 2012  | 16 сентября 2012 | беспартийный             | [ комм. 22 ] | Спикер Федерального парламента Сомали сомал. Guddoomiyaha Barlamaanka Federaalka Soomaaliya      | [ 48 ]               |
| 8 (I)  |         | Хасан Шейх Махмуд (1955—) сомал. Xasan Sheekh Maxamuud араб. حسن شيخ محمود‎                                        | 16 сентября 2012 | 16 февраля 2017  | Партия мира и развития   | 2012         | Президент Федеративной Республики Сомали сомал. Madaxweynaha Jamhuuriyadda Federaalka Soomaaliya | [ 47 ] [ 49 ] [ 50 ] |
| 9      |         | Мухаммед Абдуллахи Мухаммед (1962—) сомал. Maxamed Cabdulaahi Maxamed араб. محمد عبد الله محمد‎                    | 16 февраля 2017  | 23 мая 2022      | Политическая партия Тайо | 2017         | Президент Федеративной Республики Сомали сомал. Madaxweynaha Jamhuuriyadda Federaalka Soomaaliya | [ 51 ] [ 52 ] [ 53 ] |
| 8 (II) |         | Хасан Шейх Махмуд (1955—) сомал. Xasan Sheekh Maxamuud араб. حسن شيخ محمود‎                                        | 23 мая 2022      | действующий      | Союз за мир и развитие   | 2022         | Президент Федеративной Республики Сомали сомал. Madaxweynaha Jamhuuriyadda Federaalka Soomaaliya | [ 47 ] [ 49 ] [ 50 ] |